# Ahmad Abu Dirah
Ahmad Abu Dirah är en egyptisk journalist, som skriver för Al Masri Alyoum med ansvar för nordliga Sinairegionen. Han är också korrespondent för oberoende TV-stationen On TV, och arbetar för nyhetsbyråer som Reuters, Associated Press, Agence France-Presse, Deutsche Presse-Agentur och Euronews. Han har mottagit Sami Kassir-priset.